# Lurrie Bell
Pour les articles homonymes, voir Bell.
Lurrie Bell (né le 13 décembre 1958 à Chicago, Illinois) est un chanteur et guitariste de blues américain.

## Biographie
Il est le fils de l'harmoniciste Carey Bell. Dès l'âge de 7 ans, il emprunte la guitare de son père et apprend la guitare tout seul, mais influencé par les musiciens de Chicago comme Eddy Taylor, Big Walter Horton, ou son cousin Eddy Clearwater. Il travaillera également beaucoup avec le "patron" de son père Muddy Waters.
À l'âge de 17 ans, il monte sur scène avec Willie Dixon. Depuis il a joué avec de nombreux musiciens de blues, mais reste fidèle à son père, avec lequel il a joué souvent.